# Fools Errant
Fools Errant ist eine deutsche Rockband aus Duisburg im Ruhrgebiet, welche bei dem Label Quasilectric ist. Die Gruppe wird dem Alternative Rock und Hard Rock zugerechnet.

## Geschichte
Gegründet wurde die Rockband von Nico Henne (Schlagzeug), Raphael Peller (Gitarre/Gesang) und Christoph Körn (Gitarre) im Jahre 2007. Für die ersten zwei Touren wurden vermehrt Gastmusiker für den Bass gebucht, bis letzten Endes im Jahre 2012 mit Dirk Wollert ein Musiker und Komponist gefunden wurde. Kurz nach der Tour durch Russland, Frankreich, Österreich, Litauen und England im Jahr 2009, wurde zudem der Session- und Blues-Gitarrist Jascha Jakobs an der Leadgitarre verpflichtet. Da sich Raphael Peller seit 2010 vermehrt auf den Gesang konzentrierte, wurde die Rhythmusgitarre ab 2010 komplett in die Hände von Martin Hahn (ehemals Biernatowski) übergeben, welcher seiner Zeit mit diversen Bands am Niederrhein und dem erweiterten Ruhrgebiet unterwegs war.
Fools Errant trat bereits als Vorgruppe von Künstlern wie Andreas Bourani, Max Mutzke, Gotthard, Gary Moore, Madcon oder Steel Panther auf und spielte auf zahlreichen Festivals wie dem Traumzeit-Festival, Olgas Rock, Zechenfest, Geldernsein oder der ExtraSchicht. Der größte Erfolg war der erste Platz beim Wettbewerb des WDR2 „Aktion WDR 2 für eine Stadt“. Im Rahmen dessen spielte die Band vor 16.000 Zuschauern in Kleve. Zudem war der Song „Losing Ground“ im Jahr 2019 knappe sechs Wochen in den Top 3 der Ruhrcharts von Radio Duisburg und Radio Essen vertreten.

## Diskografie
Alben
- 2009: Vindicated (Snoopzone)
- 2012: Amplified Stories (Quasilectric)
- 2015: Fools Errant (Quasilectric)
- 2020: Decade (Dackelton Records)

## Auszeichnungen
- 2007: Gewinner zur Ausscheidung Euro Rock
- 2012: Gewinner „Best of Unsigned“
- 2015: Gewinner „WDR2 für deine Stadt“